# Vành đai Thái Bình Dương

Các nước bao quanh Thái Bình Dương được tô màu xanh

Vành đai Thái Bình Dương bao gồm các lãnh thổ bao quanh bờ viền của Thái Bình Dương. Quanh Vành đai Thái Bình Dương có nhiều trung tâm kinh tế như Auckland, Busan, Brisbane, Thành phố Hồ Chí Minh, Hong Kong, Lima, Los Angeles, Manila, Melbourne, Thành phố Panama, Portland, San Diego, San Francisco, Santiago, Seattle, Seoul, Thượng Hải, Singapore, Sydney, Đài Bắc, Tokyo, Vancouver, và Yokohama.
Honolulu là tổng hành dinh của nhiều tổ chức liên chính phủ và tổ chức phi chính phủ khác nhau của Vành đai Thái Bình Dương, trong đó gồm có Trung tâm Đông-Tây (East-West Center) và Viện Nghiên cứu châu Á (Institute of Asian Research). Ngoài ra cuộc tập trận hải quân mang tên Vành đai Thái Bình Dương (Rim of the Pacific Exercise) cũng được Bộ chỉ huy Thái Bình Dương Hoa Kỳ (United States Pacific Command) có tổng hành dinh tại Honolulu điều hợp.
Vùng này có sự đa dạng rất lớn — với sự năng động kinh tế của Hong Kong, Đài Loan và Singapore; sự thành thạo kỹ thuật của Nhật Bản, Hàn Quốc và miền tây Hoa Kỳ; tài nguyên thiên nhiên của Úc, Colombia, Canada, México, Peru, Philippines, Vùng viễn đông Nga và Hoa Kỳ; tài nguyên nhân lực của Trung quốc và Indonesia; sức sản xuất nông nghiệp của Úc, Chile, New Zealand, Philippines và Hoa Kỳ trong số các nước khác

## Danh sách các nước trong Vùng Bờ Thái Bình Dương
Dưới đây là danh sách các nước thường được coi là thành phần của Vùng Bờ Thái Bình Dương, vì nằm trên bờ của đại dương này.
| - Đông Á - Nga - Nhật Bản - CHDCND Triều Tiên - Hàn Quốc - Trung Quốc - Hồng Kông - Ma Cao - Đài Loan - Đông Nam Á - Việt Nam - Campuchia - Thái Lan - Malaysia - Singapore - Brunei - Indonesia - Philippines - Đông Timor | - Châu Đại Dương (Quốc gia có chủ quyền) - Úc - Palau - Liên bang Micronesia - Papua New Guinea - Quần đảo Solomon - Nauru - Quần đảo Marshall - Vanuatu - New Zealand - Tuvalu - Fiji - Kiribati - Tonga - Samoa - Niue - Quần đảo Cook | - Châu Đại Dương (Danh sách lãnh thổ phụ thuộc) - Tiểu bang và vùng lãnh thổ Úc - Đảo Norfolk - Vương quốc New Zealand - Tokelau - Tỉnh hải ngoại và lãnh thổ hải ngoại thuộc Pháp - Nouvelle-Calédonie - Wallis and Futuna - Polynésie thuộc Pháp - Lãnh thổ hải ngoại thuộc Anh - Quần đảo Pitcairn - Vùng quốc hải Hoa Kỳ - Quần đảo Bắc Mariana - Guam - Samoa thuộc Mỹ - Hoa Kỳ - Hawaii - Chile - Đảo Phục Sinh | - Bắc Mỹ - Canada - Hoa Kỳ - México - Trung Mỹ - Guatemala - El Salvador - Honduras - Nicaragua - Costa Rica - Panama - Nam Mỹ - Colombia - Ecuador - Perú - Chile |

## Thương mại
Thái Bình Dương là một nguồn hàng hải. Vành đai Thái Bình Dương có 29 trong số 50 cảng bận rộn nhất thế giới.
| - Hàn Quốc - Busan (Thứ 5) - Nhật Bản - Yokohama (Thứ 36) - Tokyo (Thứ 25) - Nagoya (Thứ 47) - Kobe (Thứ 49) - Đài Loan - Cao Hùng (Thứ 12) - Hồng Kông - Hồng Kông (Thứ 3) | - Trung Quốc - Thượng Hải (Thứ 1) - Thâm Quyến (Thứ 4) - Ninh Ba (Thứ 6) - Quảng Châu (Thứ 7) - Thanh Đảo (Thứ 8) - Thiên Tân (Thứ 10) - Hạ Môn (Thứ 19) - Đại Liên (Thứ 21) - Liên Vân Cảng (Thứ 30) - Anh Khẩu (Thứ 34) | - Philippines - Manila (Thứ 37) - Việt Nam - Sài Gòn (Thứ 28) - Thái Lan - Laem Chabang (Thứ 22) - Malaysia - Cảng Klang (Thứ 13) - Tanjung Pelepas (Thứ 16) - Singapore - Singapore (Thứ 2) | - Indonesia - Jakarta (Thứ 24) - Surabaya (Thứ 38) - Canada - Vancouver (Thứ 50) - Hoa Kỳ - Los Angeles (Thứ 17) - Long Beach (Thứ 18) - Seattle/Tacoma (Thứ 48) - Panama - Balboa (Thứ 43) |

## Sách tham khảo
- Clausen, A. W. The Pacific Asian Countries: A Force For Growth in the Global Economy. Los Angeles: World Affairs Council, 1984. ED 244 852.
- Cleveland, Harlan. The Future of the Pacific Basin: A Keynote Address. New Zealand: Conference on New Zealand's Prospects in the Pacific Region, 1983.
- Gibney, Frank B., Ed. Whole Pacific Catalog. Los Angeles, CA: 1981.
- "The Pacific Basin Alliances, Trade and Bases." GREAT DECISIONS 1987. New York: Foreign Policy Association, 1987. ED 283 743.
- Rogers, Theodore S., and Robert L. Snakenber. "Language Studies in the Schools: A Pacific Prospect." EDUCATIONAL PERSPECTIVES 21 (1982): 12-15.
- Wedemeyer, Dan J., and Anthony J. Pennings, Eds. Telecommunications--Asia, Americas, Pacific: PTC 86. "Evolution of the Digital Pacific." Proceedings of the Annual Meeting of the Pacific Telecommunications Council: Honolulu, Hawaii, 1986. ED 272 147.
- West, Philip, and Thomas Jackson. The Pacific Rim and the Bottom Line. Bloomington, Indiana, 1987.